# Леонардтаун (Меріленд)
Леонардтаун (англ. Leonardtown) — місто (англ. town) в США, в окрузі Графство Святої Марії штату Меріленд. Населення — 4563 особи (2020).

## Географія
Леонардтаун розташований за координатами 38°18′6″ пн. ш. 76°38′29″ зх. д. / 38.30167° пн. ш. 76.64139° зх. д. (38.301778, -76.641373).  За даними Бюро перепису населення США в 2010 році місто мало площу 8,41 км², з яких 8,24 км² — суходіл та 0,17 км² — водойми. В 2017 році площа становила 10,03 км², з яких 9,85 км² — суходіл та 0,18 км² — водойми.

## Демографія
Згідно з переписом 2010 року, у місті мешкало 2930 осіб у 1067 домогосподарствах у складі 614 родин. Густота населення становила 348 осіб/км².  Було 1156 помешкань (137/км²).
Расовий склад населення:
| - 77,0 % — білих - 14,9 % — чорних або афроамериканців - 2,7 % — азіатів - 0,9 % — корінних американців - 1,2 % — осіб інших рас |

До двох чи більше рас належало 3,4 %. Частка іспаномовних становила 3,6 % від усіх жителів.
За віковим діапазоном населення розподілялося таким чином: 23,2 % — особи молодші 18 років, 57,3 % — особи у віці 18—64 років, 19,5 % — особи у віці 65 років та старші. Медіана віку мешканця становила 40,8 року. На 100 осіб жіночої статі у місті припадало 95,1 чоловіків;  на 100 жінок у віці від 18 років та старших — 94,0 чоловіків також старших 18 років.
Середній дохід на одне домашнє господарство  становив 85 120 доларів США (медіана — 63 138), а середній дохід на одну сім'ю — 117 935 доларів (медіана — 102 778). За межею бідності перебувало 11,8 % осіб, у тому числі 14,0 % дітей у віці до 18 років та 8,6 % осіб у віці 65 років та старших.
Цивільне працевлаштоване населення становило 1233 особи. Основні галузі зайнятості: публічна адміністрація — 25,6 %, освіта, охорона здоров'я та соціальна допомога — 19,9 %, науковці, спеціалісти, менеджери — 18,3 %.